# Gemmula gilchristi
Gemmula gilchristi é uma espécie de gastrópode do gênero Gemmula, pertencente a família Turridae.